# Syndroom van Horner
Het syndroom van Horner of ook syndroom van Claude Bernard is een neurologisch syndroom dat zich uit door uitval van de orthosympathische innervatie van het gelaat, meestal langs één kant. De opvallendste symptomen kunnen worden waargenomen ter hoogte van het oog en zijn:
- miose (kleine pupil, door overheersing parasympathische innervatie verzorgd door de N. oculomotorius)
- ptose (afhangen bovenste ooglid, verslapping van de spier van Müller (ook wel musculus tarsalis)

Een ptose en miose aan dezelfde kant (ipsilateraal) heet het syndroom van Horner.
Daarnaast kan ipsilaterale anhidrose (geen zweetsecretie) van het gelaat optreden.
Er is sprake van een geringe ptose omdat hier alleen de m. tarsalis is aangedaan en niet de musculus levator palpebrae (geïnnerveerd door de nervus oculomotorius).

## Schijnbare enoftalmie
Door zwakte van de spieren van de oogleden lijkt er soms enoftalmie te zijn (het terugzakken van de oogbol in de oogkas, een 'ingevallen oog'). Dit is echter niet werkelijk het geval - of er is een andere, bijkomende oorzaak.

## Voorkomen
Het syndroom van Horner kan bij een groot aantal aandoeningen voorkomen, waaronder:
- Een ernstige episode van clusterhoofdpijn
- Afsluiting of verwijding van een van de halsslagaders
- Neurofibromatose type I (de ziekte van Recklinghausen)
- Schildklier- of longcarcinoom, meestal in de longtop. Zie pancoasttumor Ook zijn er gevallen bekend bij Langerhans Cel Histiocytose van de longen.
- Afwijkingen aan een sinus cavernosus
- Syringomyelie
- Multiple Sclerose (MS)
- Syndroom van Kawasaki
- Aangeboren heterochromie
- Glomustumor in het middenoor (tumor glomeris jugularis/tumor glomeris tympanici)
- Het kan ook optreden na een blokkade van het ganglion stellatum.
- Bij volledige uitval van de gehele plexus brachialis, zoals bij Obstetrisch Plexus Brachialis Letsel[1]
- Syndroom van Wallenberg
- Syndroom van Ehlers-Danlos[2]